# HI-SEAS

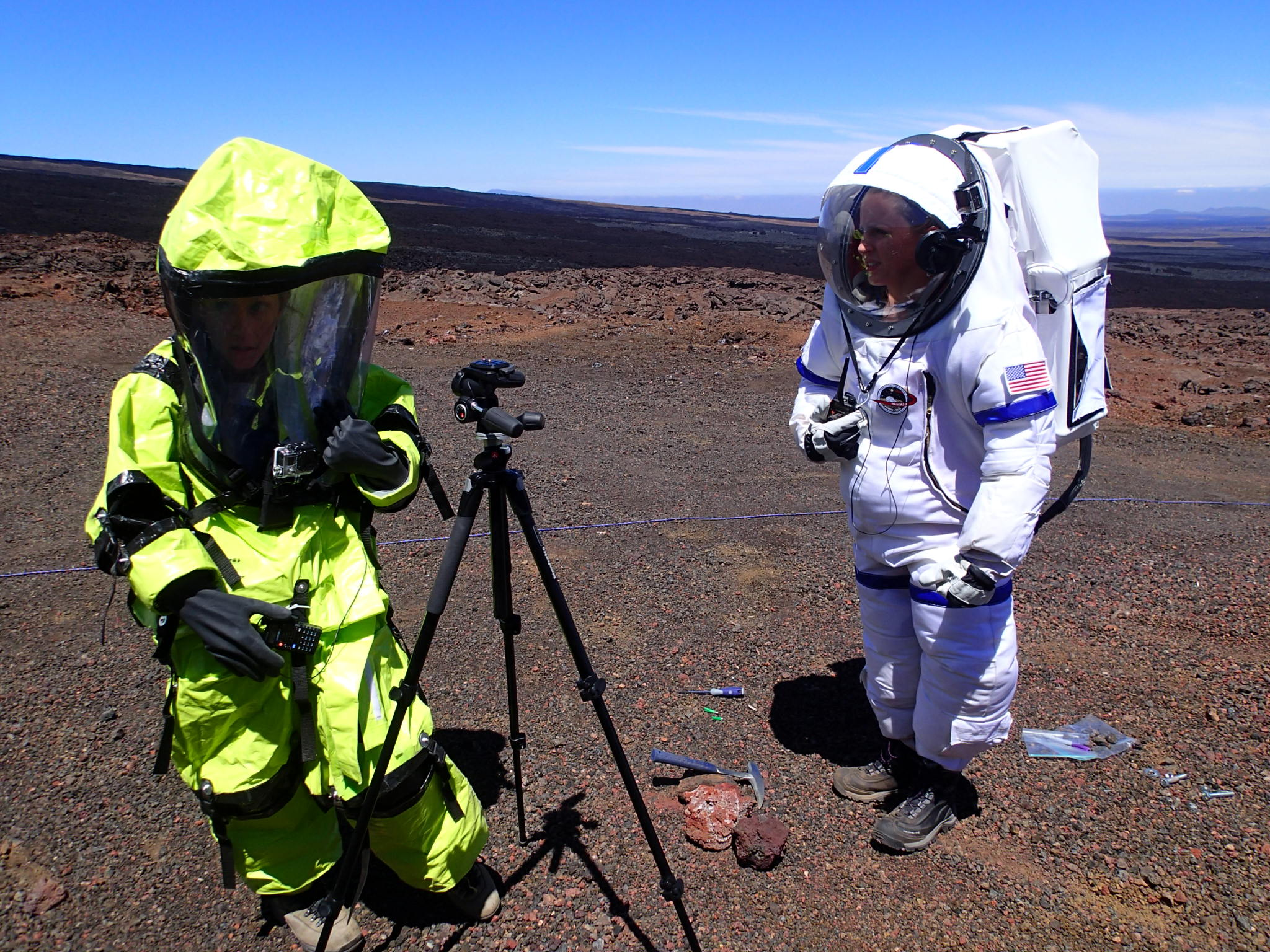
Test de combinaisons par Tiffany Swarmer et Annie Caraccio lors d'une mission HI-SEAS en 2014.

HI-SEAS (Hawaii Space Exploration Analog and Simulation) est un programme de missions scientifiques de l’Université d'Hawaï où une équipe simule la vie dans un habitat sur Mars,,. Ces missions se déroulent dans un dôme isolé sur les pentes du volcan Mauna Loa, sur l'île d'Hawaii. La zone présente des caractéristiques évoquant celles de Mars, à une altitude d'environ 2 500 m.
Le programme HI-SEAS est financé par le Human Research Program de la NASA.
L'objectif principal de ce programme est de déterminer ce qui est nécessaire pour maintenir un équipage performant et en bonne santé pendant une mission vers et sur Mars. Les recherches se focalisent par exemple sur les dynamiques sociales, les comportements, l'alimentation, les rôles et les capacités intellectuelles dans des conditions similaires à celles d'une mission sur Mars. La plupart des équipiers mènent par ailleurs leurs propres projets de recherches.

## Missions

### HI-SEAS I
La première mission HI-SEAS a duré quatre mois, de mi-avril à mi-août 2013, et se focalisait sur les aspects culinaires (notamment leurs impacts psychologiques),, bien que des recherches sur d'autres aspects d'une mission sur Mars aient également été menées. Elle était orchestrée principalement par la NASA, l'université d'Hawaii à Mānoa, et l'université de Cornell.

### HI-SEAS II
HI-SEAS II a duré 4 mois, de fin mars à fin juillet 2014,. Les équipiers étaient Casey Stedman (commandant, États-Unis), Tiffany Swarmer (États-Unis), Ron Williams (États-Unis), Anne Caraccio (États-Unis), Ross Lockwood (Canada) et Lucie Poulet (France).

### HI-SEAS III
HI-SEAS III a duré 8 mois, de mi-octobre à mi-juin 2015. Les équipiers étaient Martha Lenio, Allen Mirkadyrov (az), Sophie Milam, Neil Scheibelhut, Jocelyn Dunn et Zak Wilson[source insuffisante].

### HI-SEAS IV
HI-SEAS IV a commencé fin août 2015 et s'est terminé le 28 août 2016. Les équipiers sont :
Carmel Johnston, une pédologue originaire du Montana (États-Unis). Elle a rejoint HI-SEAS pour effectuer des recherches sur la production de nourriture sur Mars, après avoir étudié les effets de la fonte du pergélisol sur les émissions de gaz dans les tourbières, en Alaska. Elle a un master en ressources foncières et sciences environnementales de l'université d'État du Montana.
Christiane Heinicke, une ingénieure et physicienne allemande. Juste avant la mission elle travaillait sur les glaces marines, mais elle a également étudié les aurores boréales, les métaux liquides et des simulations du manteau terrestre. Elle a un master de géophysique de l'université d'Uppsala, en Suède, et un doctorat de l'Université d’Ilmenau, en Allemagne.
Sheyna Gifford, une médecin et journaliste californienne qui a mené différents projets en astrophysique, neurosciences et psychologie, et a contribué à des sites à visée éducative de la NASA. Elle a par exemple travaillé sur le satellite HESSI des Space Science Laboratories. Elle a des licences en neurosciences et en langue anglaise, un master de sciences cliniques de laboratoire et biotechnologies, un master en journalisme et un diplôme de médecine de l'université de St. Georges (en) à Grenade, dans les Caraïbes. Elle travaille actuellement sur un master en administration des affaires (MBA).
Andrzej Stewart, un Américain — du Texas — qui était, avant la mission, contrôleur aérien interplanétaire à Lockheed Martin. Il a copiloté les engins spatiaux des missions Spitzer Space Telescope, Mars Odyssey, MRO, MAVEN, Juno et GRAIL. Il a un master en aéronautique et astronautique du Massachusetts Institute of Technology (MIT).
Cyprien Verseux, un astrobiologiste français dont les travaux les plus connus portent sur des systèmes de support de vie pour l'exploration de Mars. Au moment de la mission, il effectue un doctorat co-dirigé par Lynn J. Rothschild (en) à la NASA et Daniela Billi (en) à l'université de Rome II. Il a obtenu un diplôme d'ingénierie des biotechnologies de l’Institut Sup’Biotech de Paris (en), et en parallèle un master en biologie synthétique et systémique de l’Institute of Systems and Synthetic Biology. Ses recherches ont notamment pour but de permettre le développement de bases habitées permanentes sur Mars, en utilisant des micro-organismes pour transformer les ressources naturellement présentes sur Mars en produits nécessaires à la survie humaine.
Tristan Bassingthwaighte, Américain, provenant également du Montana. Au moment de la mission, il effectue un doctorat en architecture à l'université d'Hawaï à Mānoa. Il a un master en architecture de l'université Tongji, à Shanghai, où il s'est spécialisé en architecture dans les environnements extrêmes. Ses recherches doctorales portent sur la mise au point d'un habitat nouvelle génération pour Mars.